# Ånglok

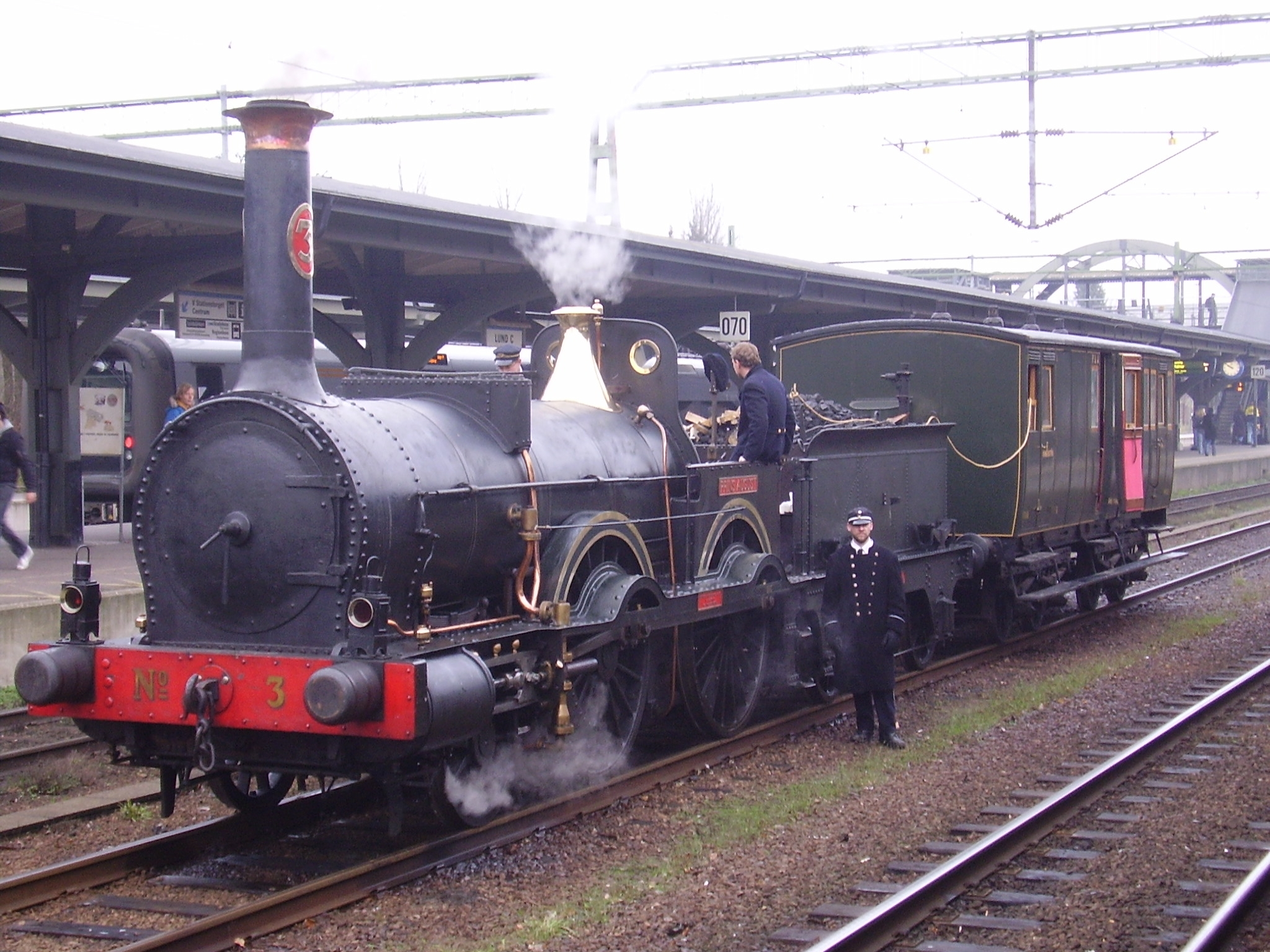
Prins August, byggt 1856 av Beyer, Peacock and Company, i Lund i samband med järnvägens 150-årsjubileum.

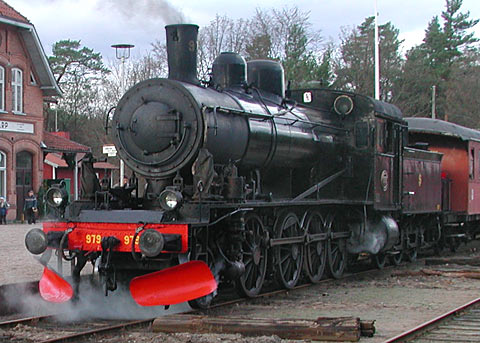
Ånglok typ SJ E2. Loktypen byggdes mellan 1907 och 1920.

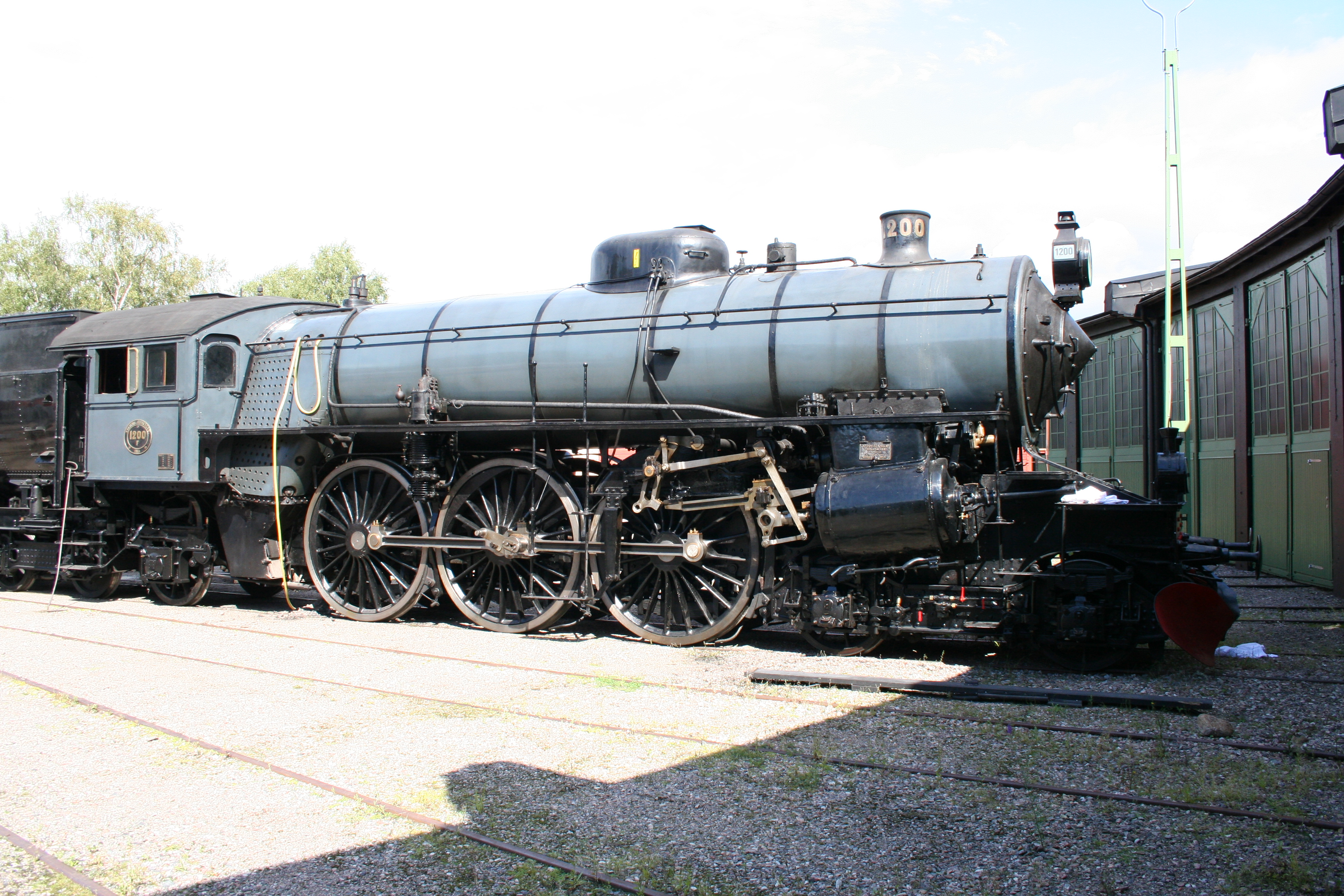
SJ:s ånglok F 1200 på Järnvägsmuseet i Gävle.

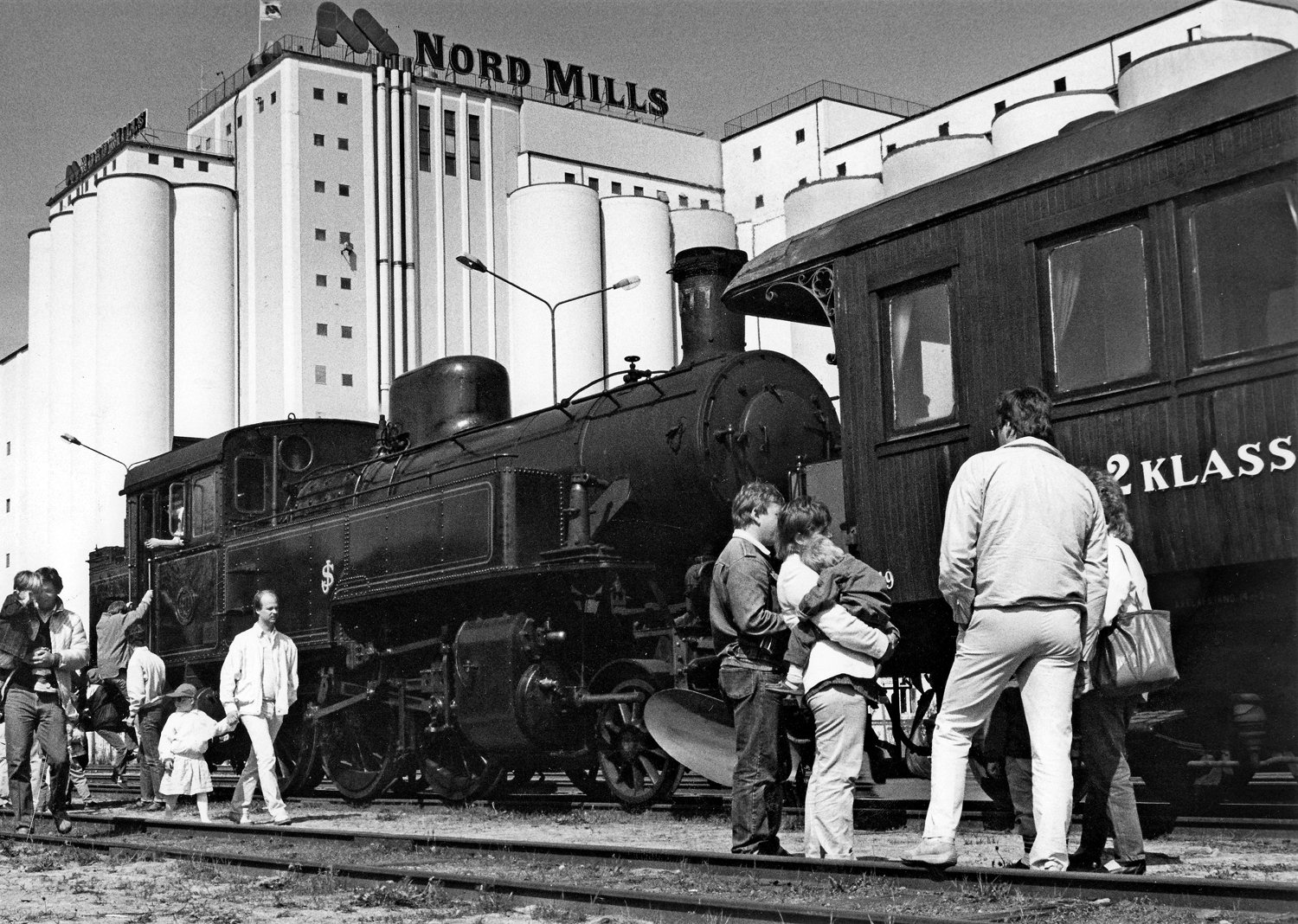
Lok S 1277 med ett extratåg på Malmö-Limhamns Järnväg.

Ett ånglok är ett lokomotiv för järnväg eller spårväg med en ångmaskin som motor. Ångloket var den första användbara loktypen, men används inte längre kommersiellt i industriländer. I vissa utvecklingsländer finns ånglok i drift, och i många länder finns de vid museijärnvägar för passagerartrafik eller godstransport. I Storbritannien finns till exempel Flying Scotsman kvar som driftsdugligt museifordon. I Tyskland anordnas evenemanget "Plandampf" där vissa ordinarie tåg ersätts med ångloksdragna tåg.

## Teknik

### Allmän uppbyggnad
| Delarna på ett ånglok | |
| Delarna på ett amerikanskt ånglok av Pacific-typ. | |
| - 1 - Förarhytt - 2 - Fyrbox - 3 - Ångpanna - 4 - Sotskåp - 5 - Slid - 6 - Cylinder - 7 - Kolvstång - 8 - Vevstake - 9 - Koppelstång - 10 - Omkastningsstång | - 11 - Främre löphjul - 12 - Drivhjul - 13 - Bakre löphjul - 14 - Ångdom - 15 - En andra ångdom. Förekom inte på svenska ånglok. - 16 - Sandbehållare med ledning till rälerna - 17 - Tender med vatten- och kolförråd. - 18 - Klocka (vanligt på amerikanska lok, mindre vanligt i Europa) - 19 - Ångvissla - 20 - Säkerhetsventil |

### Kraftöverföring

#### Cylindrar
Ångan från pannan matas in i cylindrar där den omvandlas till en fram- och tillbakagående rörelse. Ånglok har i regel två eller fler cylindrar. Encylindriga ånglok har designats men nackdelarna med bara en cylinder var större än fördelarna. Två cylindrar var därför det vanligaste i ånglokens barndom, senare blev tre- och fyrcylindriga ånglok vanliga då de gav bättre ekonomi genom att man kunde låta ångan från en cylinder passera ännu en cylinder innan den gick ut i luften.

#### Innanförliggande respektive utanförliggande maskineri
I Sverige finns ett flertal loktyper som har cylindrarna innanför ramarna, såsom littera E2 (bilden), annars är utanförliggande maskineri, med cylindrarna placerade utanför ramarna det vanligast förekommande. Ett skäl för den yttre placeringen är att det är enklare att komma åt att serva och reparera ett utanförliggande maskineri. Nackdelen är att maskinens rörelse skapar en vaggande gång hos loken jämfört med lok med innanförliggande maskineri. Hos lok med tre eller fyra cylindrar finns maskineriet både innanför som utanför ramarna.

#### Slidstyrning
Slidstyrningen reglerar ångtillförseln till cylindrarna. Med denna kan man reglera körriktning och hur mycket ånga som skall komma in i cylindern, den så kallade fyllnadsgraden. På så vis kan man reglera dragkraften. Även slidstyrningen har utvecklats genom åren och flera typer har funnits. Den vanligaste på senare år har varit Heusinger eller Walschaert (olika namn på samma styrning). Andra varianter som förekommit i Sverige är Allan, Deeley, Helmholtz, Joy, Widmark och Stephenson. På USA-inspirerade lok har Bakers slidstyrning varit starkaste alternativet eftersom den har nållager istället för kullager. Sydafrika som har världens längsta tåg på över 8 kilometer använder Bakers slidstyrningar eftersom den håller bättre och är billigare i underhåll än de andra slidstyrningarna.

#### Ångturbinlok

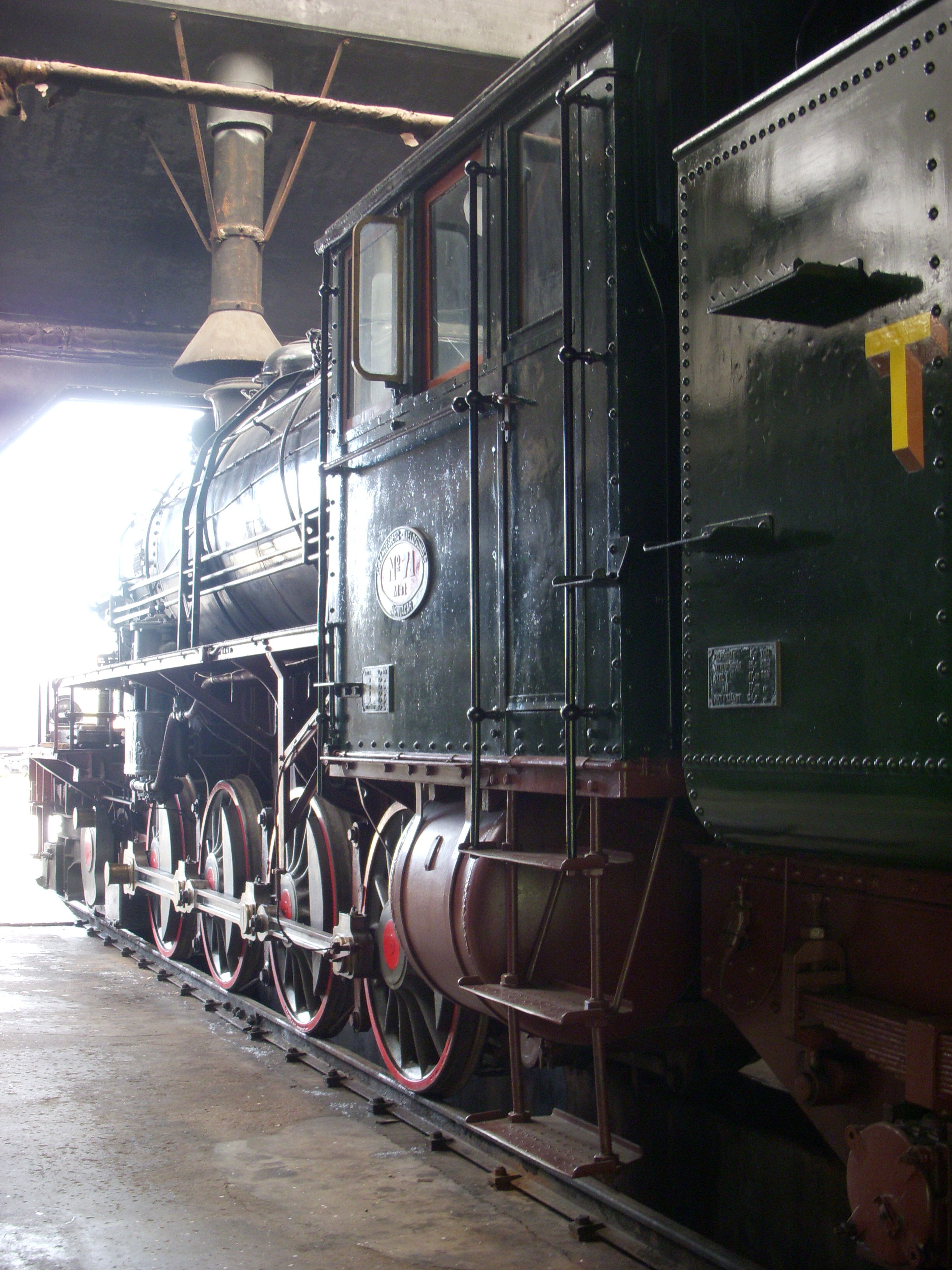
Turbinlok M3t nr 71 från 1930 i Lokmuseet Grängesberg, världens enda fungerande exemplar

Det vanliga arrangemanget med cylindrar och slidstyrning har sina nackdelar. Det har fått ånglokskonstruktörer att skissa på andra sätt att driva ånglok. En lösning är att låta ångan passera en turbin som sedan får driva hjulen. Turbinloken kom aldrig till någon större användning. En av anledningarna var att turbinloken oftast blev mycket mer komplicerade än de konventionella ångloken så järnvägsbolagen hade inte så stora incitament att gå över till turbinlok. Dessutom var både ellok och diesellok på väg att bli vanliga vilket gjorde turbinloken till en parentes i järnvägshistorien.
Ett av de turbinlok som faktiskt blev användbart var svenska TGOJs typ M3t som byggdes i tre exemplar, varav två finns bevarade på Lokmuseet i Grängesberg. Loket med typnummer M3t nr 71 tillverkades 1930 av Nydqvist & Holm AB och renoverades av Lokmuseet till Statens Järnvägars 125-årsjubileum i juni 1981, det är därmed världens enda fungerande ångturbinlok.

### Drivmedelsförsörjning

#### Vattenförsörjning

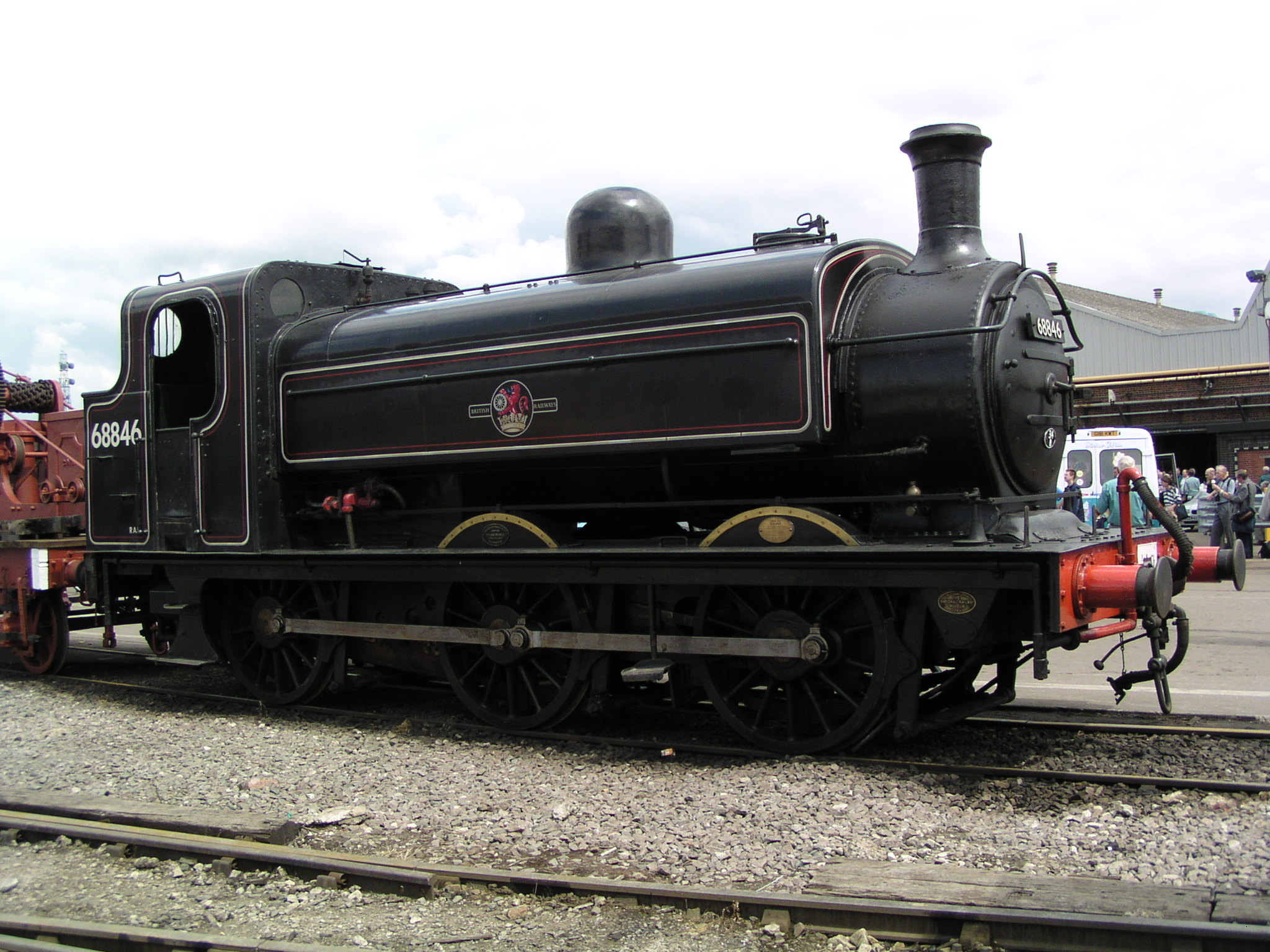
Ett brittiskt sadeltanklok

Utan vatten ingen ånga. Vattenförrådet befinner sig på tenderlok i tendern medan det på tanklok befinner sig på själva loket. Tanklok kan ha vattentankarna på olika ställen. Sidotankar är det vanligaste i Sverige, när tankarna finns på sidan av ångpannan, framför hytten. I England däremot har sadeltanklok varit vanliga på grund av liten lastprofil. Sadeltanklok har tanken ovanför pannan, precis som en sadel. Även ramtank förekommer, tanken sitter under pannan mellan rambalkarna.

#### Bränsleförsörjning
Kol är det vanligaste drivmedlet hos ånglok, men långt ifrån det enda. Även ved, olja, torv och kolpulver har använts att elda med. Speciellt under andra världskriget var det svårt att importera kol till Sverige varpå ett flertal ånglok konverterades för att eldas med torv eller ved som inte behövde importeras. 
I Schweiz, där järnvägarna var elektrifierade i hög utsträckning, byggde man under andra världskriget om två C-kopplade växellok litra E 3/3 till elektrisk uppvärmning av vattnet med strömavtagare (15kV/16 ⅔Hz) på taket av förarhytten och transformator (se längre ned i texten). Någon större framgång blev inte dessa lok och de byggdes tillbaka till vanliga ånglok efter kriget.
De åtta moderna ånglok, som byggdes i Schweiz 1992 och 1996  för kuggstångsbanor i Schweiz och Österrike eldas med olja. De små lok för bergbanan och även det moderniserade stora före detta tyska krigsloket 52 8055 fick elektrisk uppvärmning så att ångpannan kan hållas varm över natten.
Olja ger högre driftskostnad under körning, eftersom olja är dyrare än kol och betydligt dyrare än för diesellok, eftersom ånglok är mindre effektiva (mer spillvärme) än diesellok. Koleldning ger dock högre kostnad mellan körningarna och mer stillestånd eftersom aska måste tas bort och det behövs mer underhåll. Vedeldning ger ännu mer sådana kostnader.

### Udda varianter

#### Lok med kuggväxlar

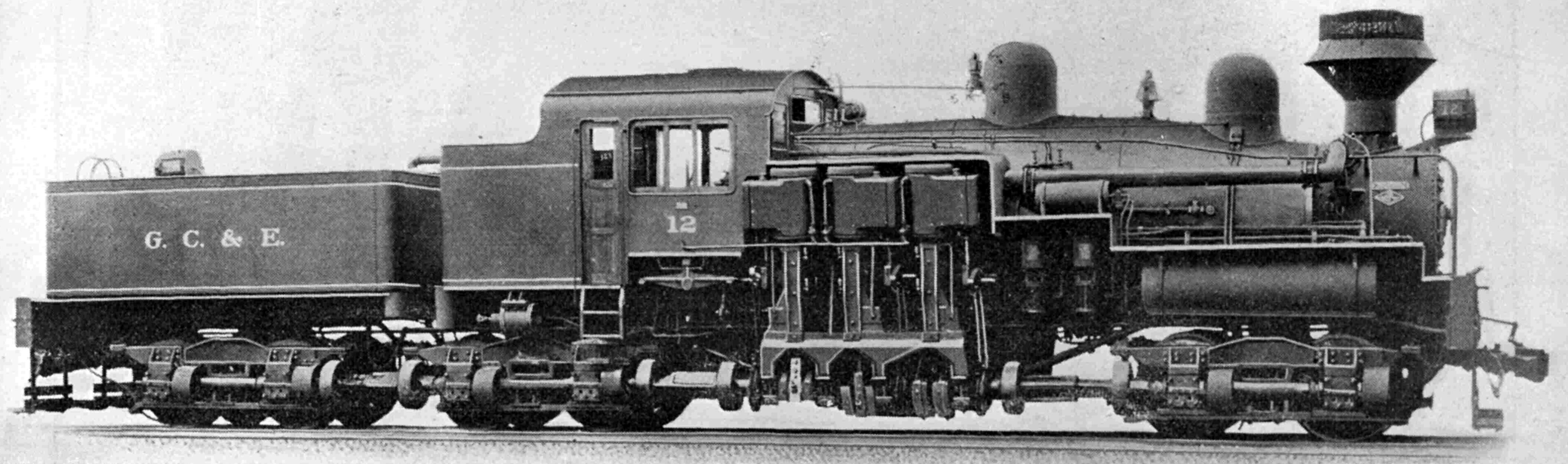
Ett Shaylok

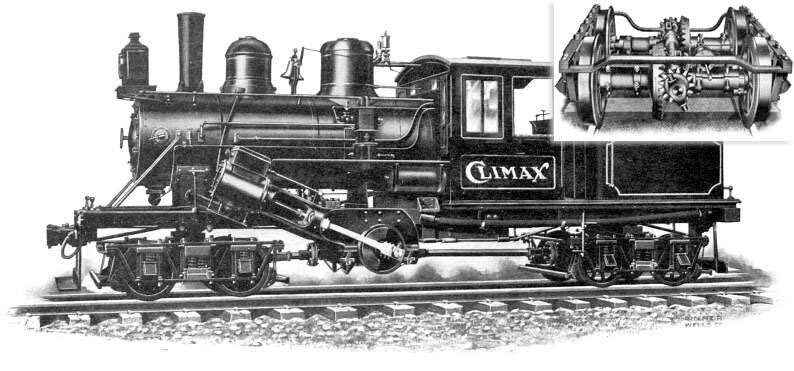
Ett lok av Climax-typ

Det har förekommit en del udda varianter på ånglok genom tiderna, en del mer framgångsrika än andra. En udda variant var det så kallade Shayloket. Det hade lodrätt monterade cylindrar som drev en vevaxel, som på en modern förbränningsmotor. Vevaxeln drev sedan lokhjulen via kuggväxlar. Fördelarna med detta arrangemang var att man kunde få drivning på alla hjul, även tenderns, men ändå inte behöva ha hjulen fast monterade i ramverket. Shayloken användes främst i USA på skogshyggen. Där hade banorna oftast skarpa kurvor och det var inte ovanligt med räler av trä, så man behövde all adhesionsvikt man kunde få. Shayloket är dock inte det enda sättet att lösa problemet, även om det var det vanligaste. Andra liknande system har funnits som alla har drivit på alla lokets axlar, oftast även på tenderns axlar. Climax och Heisler var de vanligaste, efter Shay. Climaxloket fungerade så att cylindrarna drev en blindaxel, parallell med de vanliga axlarna. Blindaxeln drev sedan en kardanaxel som gick till boggierna.

#### Hytten på andra ställen
Allteftersom de stora ångloken blev större blev även ångpannorna större. Därmed blev även sikten för föraren allt sämre. För att råda bot på detta testades några olika lösningar. Att ha förarhytten framför ångpannan istället för bakom testades på många ställen. På de flesta ställen gick man dock tillbaka till att ha förarhytten bakom ångpannan. Då kunde eldaren och föraren kommunicera. Southern Pacific Railroad var ett undantag där ånglok med förarhytten framför ångpannan användes i stor utsträckning. Dessa så kallade cab forward-lok användes på bergiga linjer med många tunnlar. Genom att skorstenen var bakom hytten kunde man använda tunnlarna utan att hytten fylldes av rök. Ett annat sätt att lösa problemet med dålig sikt var att sätta förarens hytt ovanpå ångpannan, men ha kvar eldaren mellan ångpannan och tendern. Detta var vanligt främst i Nordamerika. I USA kallades dessa lok på grund av sitt karakteristiska utseende för camel backs, kamelrygg. I Europa satte den mindre lastprofilen oftast stopp för sådana experiment. Flera järnvägar skaffade dock lok med förarens hytt placerad bredvid ångpannan. Dessa lok blev dock sällan några succéer.

#### Malletlok
Huvudartikel: Malletlok

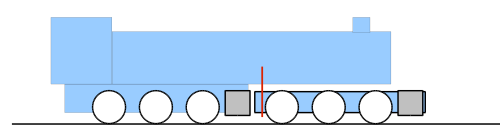
Principen för ett malletlok med pivotpunkten för den främre boggin i rött

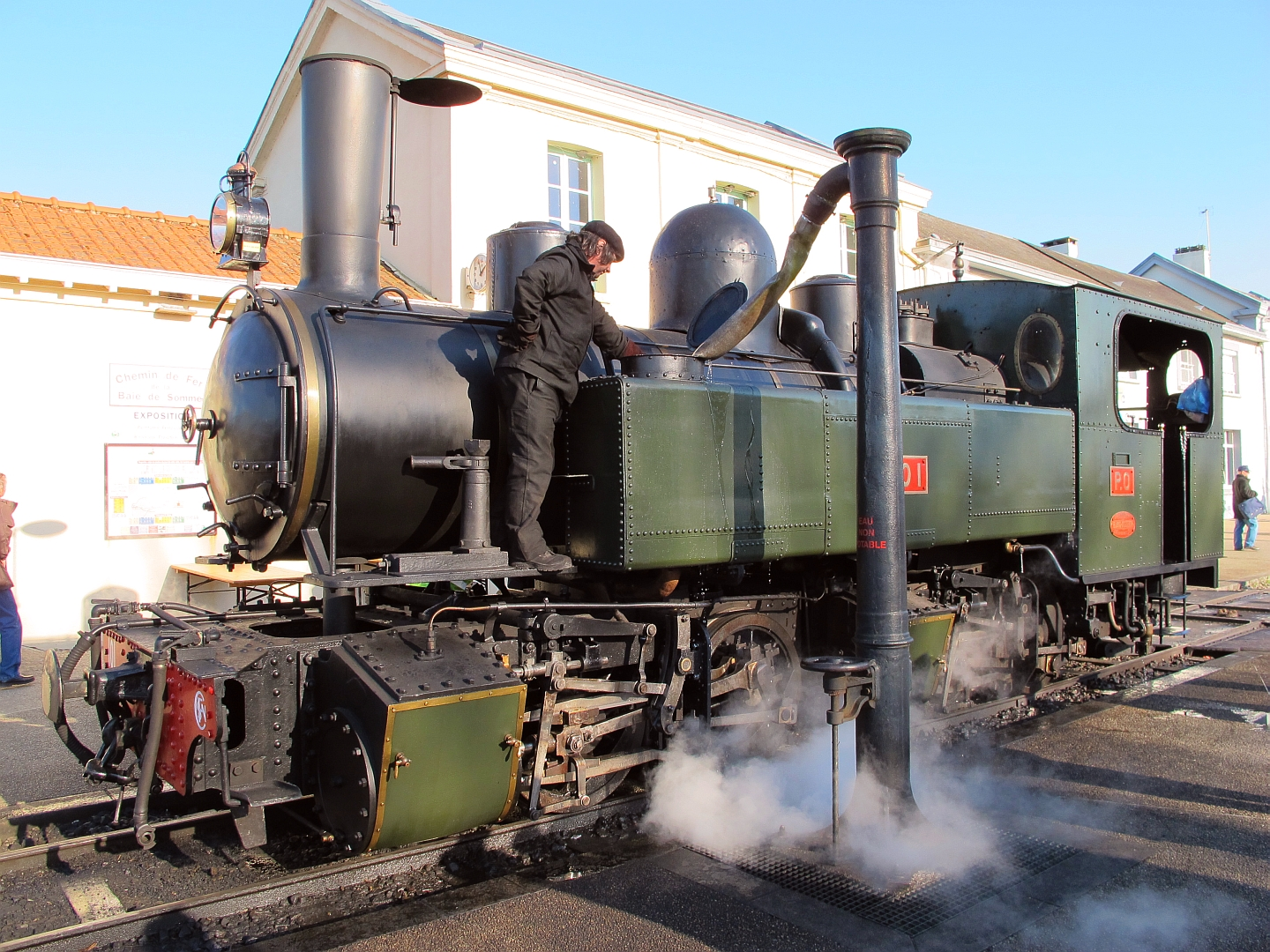
Franskt malletlok under vattentagning

Malletlok är en ledad ånglokstyp som uppfanns 1884 av den schweiziska ingenjören Anatole Mallet. De har kompoundångmaskin med cylindrar dels på huvuddelen av loket, dels på en främre drivande boggi. Den ledade konstruktionen möjliggör fler drivande axlar i förhållande till banans kurvradie. Detta kunde utnyttjas för industribanor med liten kurvradie och på mycket stora och kraftfulla lok för normala banor. Genom att flera axlar är drivande, kan en större del av lokets vikt utnyttjas som adhesionsvikt, som ger dragkraft utan att axellasten blir för hög. 
Genom att de bakre axlarna är fast monterade i ramen, måste pivotpunkten för den drivande boggin ligga bakom denna mellan de båda uppsättningarna med drivaxlar. Detta gör att lokets vikt inte kan tas upp av pivotlagret utan av ett bågformat radiallager centralt placerat på den främre boggin. I en sväng vrids boggin i pivotpunkten och rör sig då även i sidled i förhållande till ångpannans främre del.
Lokets kompoundmaskineri är uppdelat så att högtryckscylindrarna driver axlarna i ramen, och lågtrycksångan sedan leds över till boggin, där lågtryckscylindrarna driver hjulen. Detta minskar problemet med läckage i överföringen av ånga, då endast ånga med lägre tryck överförs till boggin, något som ansågs vara en fördel jämfört med garrattlok, där högtrycksånga överförs till de båda ledade boggierna. Hur stor denna fördel var, kan emellertid diskuteras. I USA modifierades nämligen loktypen och fick då fulltryckscylindrar i bägge maskingrupperna.

#### Garrattlok

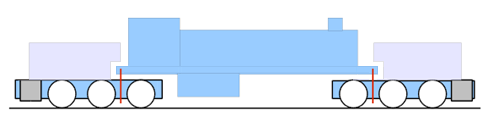
Principen för ett Garrattlok.

Garrattloket uppfanns av Herbert William Garratt år 1907. Ett garrattlok är ett treledat ekipage med ångpanna på den mittre delen med en ångmaskin framför och en annan bakom. Vatten och kol medfördes på de båda yttre delarna. En fördel med garrattlok, jämfört med konventionella ånglok och malletlok, är att man undgår de begränsningar på ångpannans diameter som sätts av ramen och drivhjulen på dessa loktyper. Garrattlok kan ha en panna med större diameter, vilket ökar uppvärmningsområdet och underlättar produktionen av ånga. Den större eldstaden möjliggör en effektivare förbränning av bränslet. En nackdel med garrattlok är att adhesionsvikten minskar när kol- och vattenförråden förbrukas, i likhet med andra tanklok, medan tenderlok har konstant adhesionsvikt eftersom denna inte påverkas av att tendern blir lättare. Garrattlokens viktigaste konkurrent var malletloken. Garrattloken blev aldrig populära i Europa, även om de användes i Spanien, Ryssland och Storbritannien. I Afrika användes ofta garrattlok, och de största garrattloken som byggdes var för de sydafrikanska järnvägarna.

#### Fairlielok

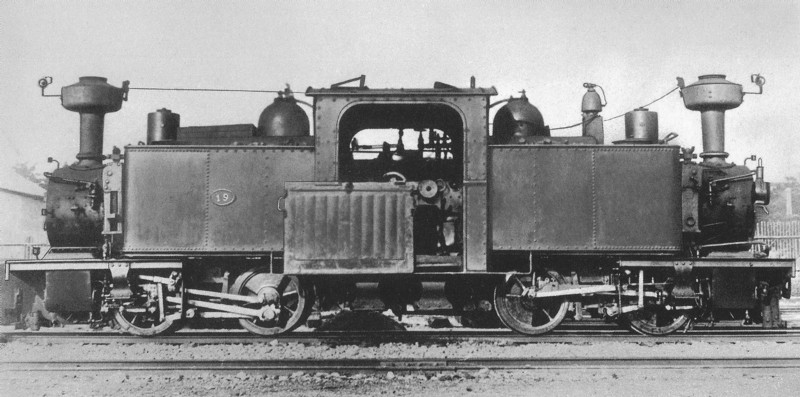
Ett tyskt fairlielok.

En annan udda ånglokstyp är fairlieloket. Det består i princip av två ånglok, ihopsatta "rygg mot rygg". SJ har haft två fairlielok, men de byggdes senare om till fyra vanliga ånglok.
De båda loken vid SJ kom ursprungligen från den enskilda järnvägen Hallsberg-Motala-Mjölby Järnväg (HMMJ) och bar då namnen Berserk och Nidhögg.
En annan svensk enskild järnväg som använt fairlielok är Nässjö-Oskarshamns Järnväg (NOJ), som hade nio sådana lok.

#### Eldstadslösa ånglok
Eldstadslösa ånglok är som namnet anger ånglok utan egen eldstad. I egentlig mening har sådana lok heller ingen egen ångpanna, utan istället en stor ackumulatortank att lagra vattenångan i. Loket "tankas" med upphettad vattenånga under tryck från en stationär ångpanna, och därefter kan det framföras med begränsad räckvidd som ett traditionellt ånglok.
Eldstadslösa ånglok användes främst som växellok på industrier där det var farligt att medföra öppen eld som gasverk och sprängämnesfabriker.
Eldstadslösa ånglok har ett något säreget utseende. Man känner lättast igen dem på avsaknaden av skorsten och på den mycket stora ackumulatortanken, som tar pannans plats på ett konventionellt ånglok.

#### Tryckluftslok
Tryckluftslokets funktion är snarlik det eldstadslösa ånglokets. Men istället för ånga under tryck, fylls detta lok upp med ren tryckluft, i en trycktank. Även dessa lok var avsedda för industrier, där man inte kunde ha öppen eld. De användes även som arbetslok vid tunnelbyggen och liknande, där det fanns tryckluft till hands för andra ändamål.

#### Elektriska ånglok
Elektriska ånglok är en annan typ av eldstadslösa ånglok. I alplandet Schweiz hade man under andra världskriget gott om elkraft men ont om importvaran kol och dessutom brist på ellok. Det statliga järnvägsbolaget SBB-CFF-FFS experimenterade därför med att bygga in stora elektriska doppvärmare i ångpannorna på några ånglok, som då försågs med strömavtagare som på ellok. När sedan tillverkningsindustrin kom i gång igen efter kriget och bristen på ellok avhjälptes, övergavs denna teknik.
Idag förekommer det på museijärnvägar att man har elektrisk underhålls- eller tillsatsvärme på ånglok, för att slippa ha dem påeldade under trafikuppehåll, till exempel om natten. Man sparar då arbetskraft och gör även en miljövinst.

## Historik

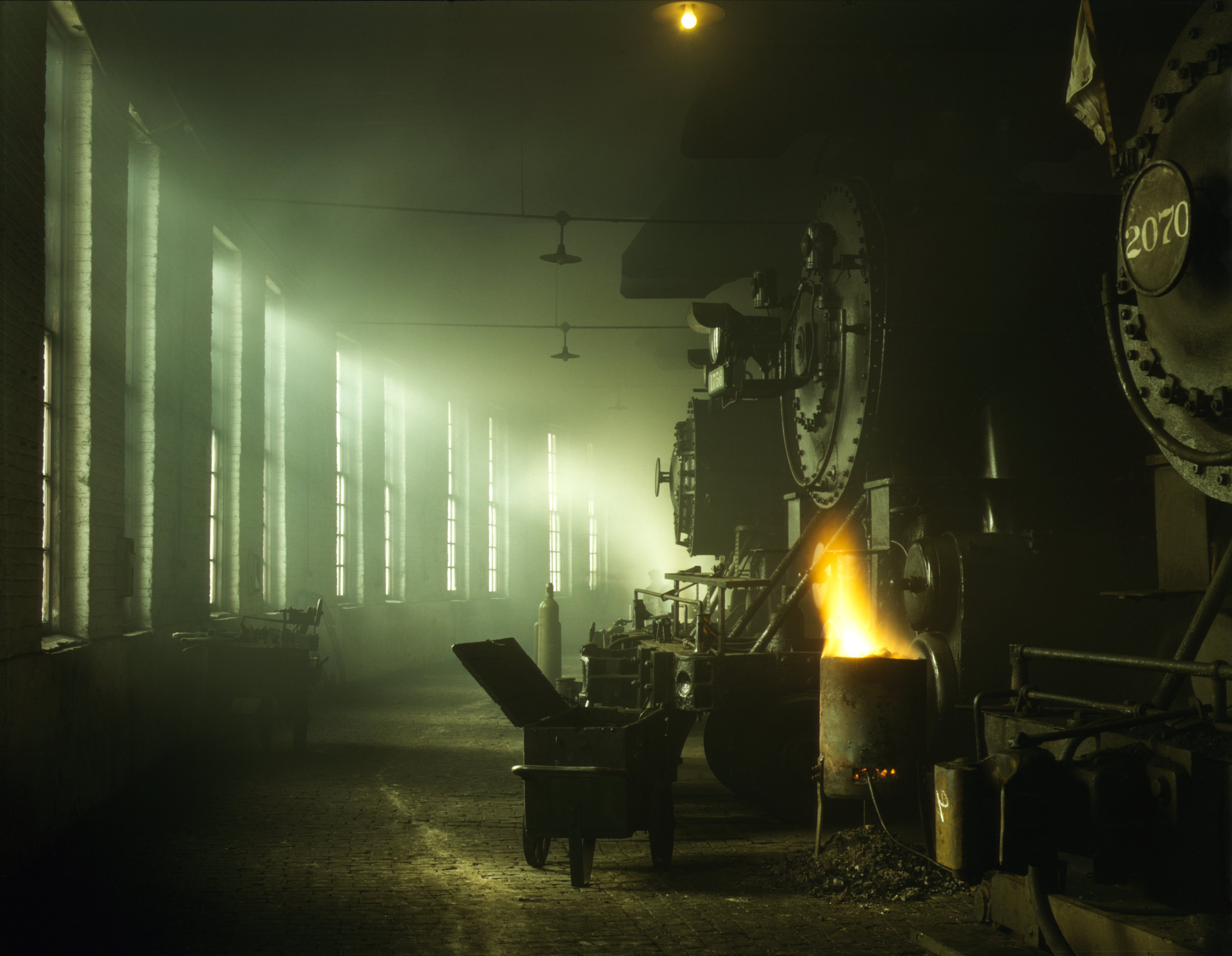
Ånglok från Chicago & Northwestern Railway i ett lokstall i Chicago, 1942.

De första ångdrivna fordonen utvecklades på 1700-talet i Storbritannien. Första gången ånga användes för framdrivning av fordon på räls var 1804 på en bruksbana i södra Wales. Ångloket hade bara en cylinder vilket gjorde det svårstartat när cylindern hamnade i dödläget.
De viktigaste framstegen under 1800-talets första hälft var:
- Placeringen av vevstakens anslutning på drivhjulet med 90 graders vinkel istället för 180 för att på det sättet undvika startproblem
- Konstruktionen av det forcerade draget, med flera drivaxlar och drivande hjul
- Ångblästern
- Kompoundsystemet med att låta ångan expandera i två steg i stället för ett.

Ända fram till införandet av överhettad ånga vid sekelskiftet mellan 1800- och 1900-talen var det det effektivaste sättet att driva ångloken.
Allt eftersom kraven på dragkraft hos ångloken växte, byggde man lok med fler drivaxlar. Ursprungligen hade loken bara en drivaxel men redan efter några årtionden var det oftast två. I slutet på 1800-talet hade normalstora lok tre drivaxlar för att på 1930-talet ha ända upp till fem. Det har förekommit extrema konstruktioner med ända upp till tolv drivaxlar dock inte sammankopplade med samma koppelstång.
Ånglok har en kraftig benägenhet att slingra sig på spåret i synnerhet vid kraftigt pådrag. Vid låga hastigheter är detta inte ett stort problem, men med höjda hastigheter måste man använda löpaxlar för att lösa problemet. Detta ledde till att persontågsloken först fick en, sedan två främre löpaxlar. Godstågslok har inte haft behov av mer än en främre löpaxel.
I och med ellokets införande från och med de sista åren på 1800-talet började ångdriften att trängas undan. Först var det spårvägar och förortsbanor som införde eldrift men även den riktiga järnvägen såg fördelarna. Statens Järnvägar (SJ) elektrifierade huvudbanorna under 1930- och 1940-talen, vilket förvisade ångloken till sidobanorna.
Ånglok utvecklades i Sverige till början av 1950-talet. Därefter slog dieselloken definitivt ut ångloken. De sista tågen som tidtabellsmässigt drogs av ånglok gick 1963. Därefter har ånglok bara använts i reserv hos SJ. Detta hindrade dock inte omfattande ångloksanvändning under de svåra snövintrarna på slutet av 1960-talet. SJ tog sitt sista ånglok ur bruk vintern 1972. Under vintern 1972-1973 tog SJ sitt allra sista ånglok, ett B-lok, ur bruk och detta slopades ett par år senare. Detta lok hade de få år på 1970-talet som det varit i bruk fungerat som reservlok för andra ellok.
Det har förekommit användning av ånglok på privatbanor under hela 1970-talet.
Många ånglok sparades som beredskapslok för användning i krig då tillgången på diesel kunde bli dålig. Efter det kalla krigets slut försvann behovet, samtidigt som de sista lokförarna med ånglokskompetens gick i pension, så beredskapsreserven avvecklades i början av 1990-talet. Härigenom kom ytterligare ett antal ånglok i museiföreningars ägo.

## Loktyper
Ånglok kan delas in i olika typer på ett flertal sätt.

### Efter spårvidd
Här skiljer man mellan normalspåriga lok som har spårvidden 1 435 mm, smalspåriga som har smalare samt bredspåriga som har bredare spårvidd. Sistnämnda spårtyp saknas i Sverige (undantag Haparanda) men används i skiftande utformningar som standardspårvidd exempelvis i 
Finland, Ryssland, Spanien och Portugal.

### Efter användningsområde
- Snälltågslok för lok med större hastighet än 80/90 km/h
- Persontågslok för lok med hastighet mellan 60/70 och 90 km/h
- Godstågslok för lok med hastighet mellan 50 och 70 km/h. Mekanikens gyllene regel gör att de långsammare godstågsloken blir mycket starkare än persontågsloken. Maskineriets verkan stärks genom att godstågsloken förses med små kopplade hjul. Dessa lok kan därför framföra tunga tåg om än långsamt.
- Växellok används på större bangårdar för att flytta vagnar. Dessa lok, som är försedda med mycket små kopplade hjul, kan - om än maskinellt tämligen klena - förflytta tunga tåg i långsamt tempo.

### Efter hur vatten- och kolförråden medförs
De två huvudtyperna är tenderlok, som medför kol- och vattenförråd i en särskild vagn efter loket, tendern, och tanklok som har behållare för vatten och kol på själva loket invid ångpannan eller bakom förarhytten. 
Vattentanken eller tankarna på ett tanklok kan sedan ha olika placering. På ett ramtanklok är vattentankarna placerade på tågets ram vid sidan av ångpannan. På ett sadeltanklok är vattentanken är placerad som en sadel över ångpannan. Detta är mycket ovanligt i Sverige.

### Efter cylinderarrangemanget

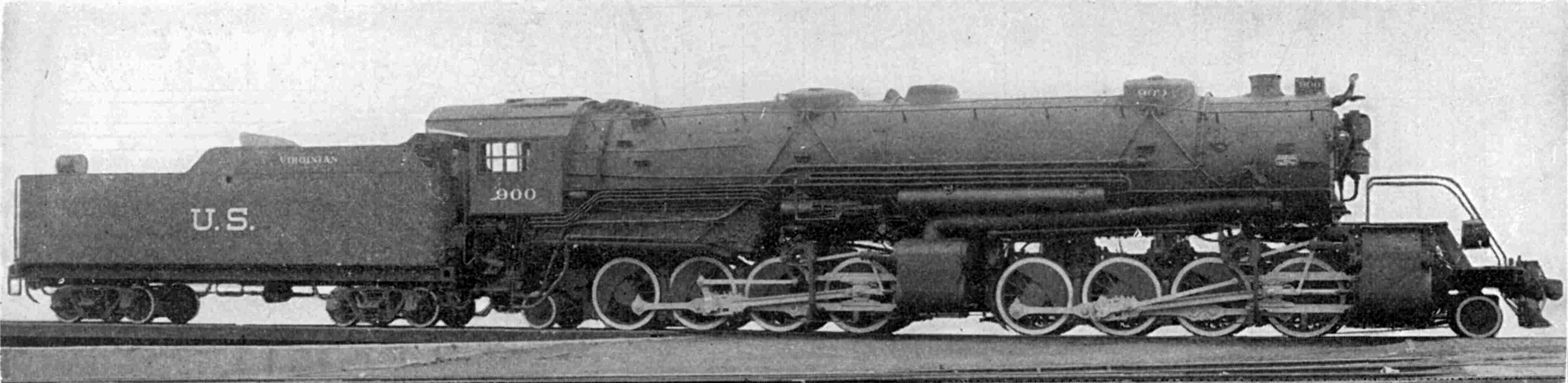
Ett amerikanskt normalspårigt malletlok. United States Railroad Administrations standardtyp med åtta drivaxlar.

Tvilling-, trilling-, fyrlinglok har tryckmässigt likvärdiga cylindrar. kompoundlok låter ångan expandera i två steg. En speciell form av detta kallas malletlok där högtryckscylindrarna är kopplade till en axelgrupp, och lågtryckscylindrarna är kopplad till en annan. En vanlig lösning på smalspårslok men förekom även på normalspårslok, framförallt i USA där stor dragkraft har varit viktigare än i Europa.
Man talar också om två-, tre-, och fyrcylindriga lok efter hur många cylindrar loket har. Efter 1930-talet var det vanligt att loken hade tre eller fler cylindrar. Cylindrarna kan också vara placerade invändigt eller utvändigt ramverket. Invändiga cylindrar är vanligt på lok för högre hastigheter eftersom det ger bättre gångegenskaper. Utvändiga cylindrar däremot ger möjlighet till större ångpanna varför det är vanligare på godstågslok.

## Kända ånglok
- Fryckstad
- Förstlingen
- Prins August
- Novelty
- Stephenson Rocket
- John Bull
- Mallard
- F-lok
- Flying Scotsman
- Southern Pacific 4449
- 4-8-8-4 Big Boy
- Sierra Railway #3